# Underneath It All
"Underneath It All" (em inglês:  "Por baixo de tudo") é uma canção escrita por Gwen Stefani e Dave Stewart para o quarto álbum da banda norte-americana No Doubt, Rock Steady (2001). A canção, que traz um trecho de reggae interpretado pela DJ Lady Saw, recebeu avaliações mistas de críticos musicais.
"Underneath It All" foi lançada como o terceiro single do álbum, em 2002, chegando à terceira posição da Billboard Hot 100 e, assim, se tornando o single mais bem posicionado da banda naquela que é a principal parada de êxitos dos Estados Unidos. Apesar disso, obteve êxito moderado fora dos EUA. A canção venceria o Grammy Award de Melhor Interpretação Pop Por Uma Dupla ou Grupo Com Vocais em 2004. A canção foi incluída no filme 50 First Dates, de 2004.

## Paradas
| Parada (2002)               | Maior posição |
| --------------------------- | ------------- |
| ARIA Singles Chart          | 28            |
| Austrian Singles Chart      | 34            |
| Canadian Singles Chart      | 35            |
| RIANZ Singles Chart         | 8             |
| Romanian Top 100            | 27            |
| Swedish Singles Chart       | 39            |
| UK Singles Chart            | 18            |
| Billboard Hot 100           | 3             |
| Billboard Top 40 Mainstream | 1             |
| Billboard Adult Top 40      | 2             |
| Parada (2003)               | Maior posição |
| French Singles Chart        | 71            |